# Іґнацій Аніцета Кезгайло Завіша
Іґнацій Аніцета Кезгайло Завіша (Ке(є)з(ж)г(ґ)айло — від біл. Кезгайла, лит. Kęsgaila, пол. Kieżgajło) гербу Лебідь (нар. 16 квітня 1696 — пом. 16 серпня 1738) — державний діяч Великого князівства Литовського та Речі Посполитої, мечник (1730—1734) і підкоморій (1734—1736) великий литовський, маршалок надвірний литовський (1736—1738); полковник посполитого рушення Мінського воєводства (1733), генерал-майор кавалерії; староста мінський (1720), чечерський, бобруйський, хіславицький, суміліський, інтуркейський.

## Життєпис

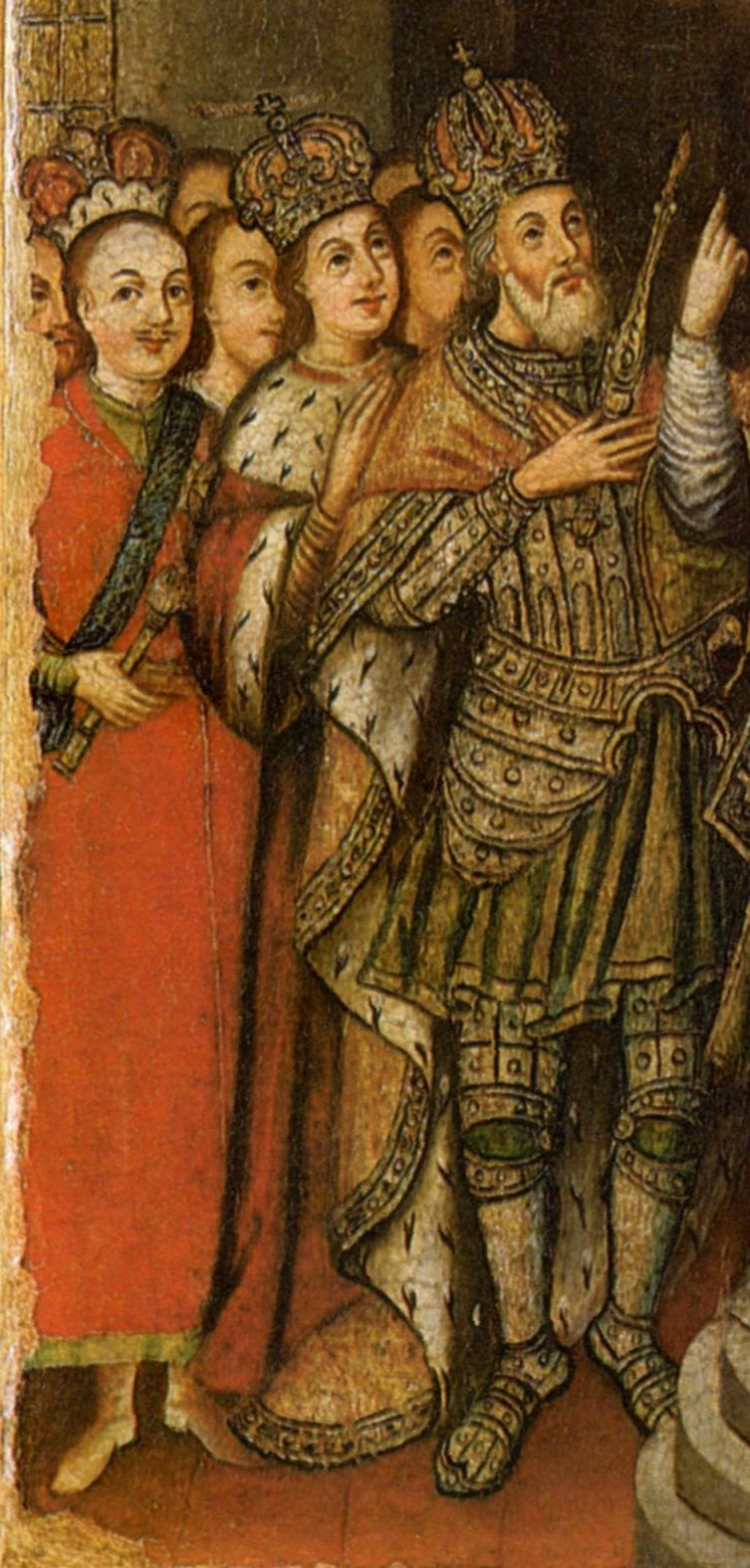
Зображення (справа наліво) Сигізмунда III Вази, Святого Казимира й Іґнація Аніцети Завіші. Фрагмент ікони з церкви Покрови Богородиці в Молодечно, 1751 рік.

Народився Іґнацій 16 квітня 1696 року в сім'ї на той час Мінського старости Кшиштофа Станіслава Завіші та Терези з Тишкевичів, доньки крайчого великого литовського Владислава Тишкевича. Мав сестру Барбару. Підписувався як «граф на Бакштах, Бердичеві та Завішині».
1717 року батько відправив Іґнація на навчання до лицарської школи в Дрездені. Цього ж року разом із Казимиром Домініком Огінським відвідували короля Августа II під час перебування останнього на лікуванні в Теплицях. Служив у литовському війську, був полковником посполитого рушення Мінського воєводства (1733), пізніше отримав звання геренала-майора кавалерії.
1720 року від батька отримав староство мінське. Цього ж року був послом на сейм від Мінського повіту. Був також старостою чечерським, бобруйським, хіславицьким, суміліським, інтуркейським.
17 квітня 1730 року був призначений на посаду мечника великого литовського. Обирався послом від Мінського воєводства на сейми 1730 і 1733 років. 10 серпня приєднався до конфедерації Новогрудського воєводства, очолюваної Миколаєм Фаустином Радзивіллом проти Станіслава Лещинського та на підтримку Августа III. Як депутат провінції Великого князівства Литовського підписав pacta conventa Августа III 1733 року.
1732 року разом із своєю матір'ю, Терезою Завішою з Огінських, заснував василіянський кляштор у Малих Лядах і виділив на нього 4000 польських злотих. 1737 року склав обітницю збудувати муровану церкву, проте не здійснив її через власну смерть. Його вдова Марцибела двічі виділяла кошти на розбудову монастиря — 2000 злотих 1746 року та 8000 злотих 1760 року.

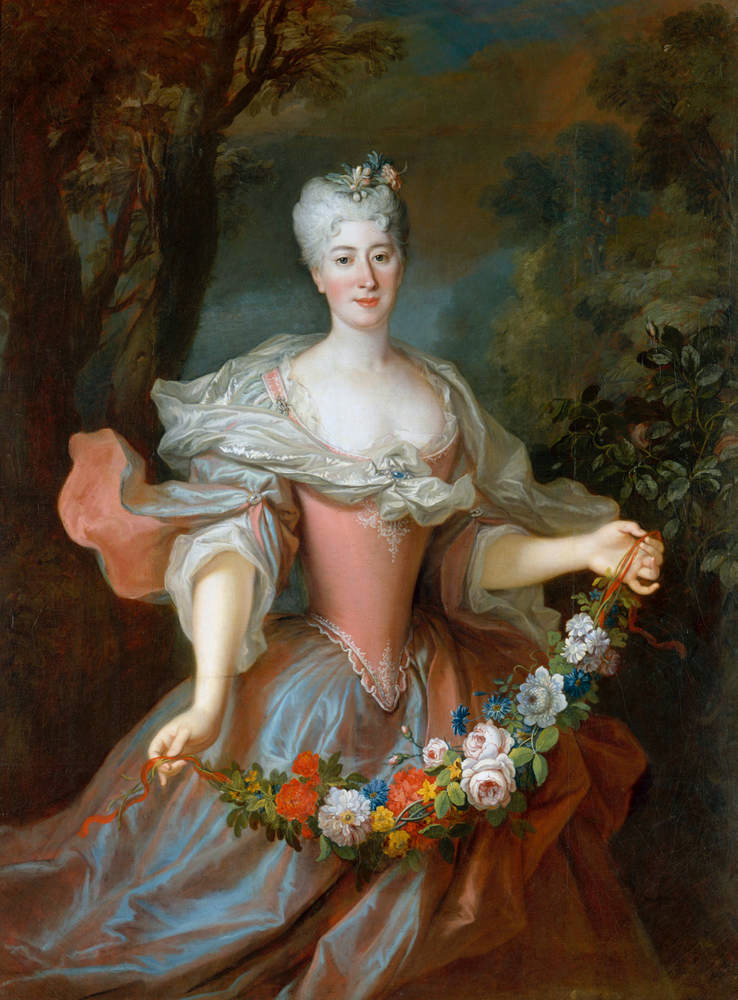
Марцибела з Огінських, дружина Іґнація Завіші. Портрет роботи Луї де Сільвестре, 1724 рік.

25 липня 1734 року став підкоморієм великим литовським. 1735 року підписав ухвалу генеральної ради Варшавської конфедерації 1733 року. Цього ж року був нагороджений Орденом Білого Орла.
На початку 1735 року перебував із візитом у Петербурзі як екстраординарний посол короля, з нагоди чого був складений 1 березня представниками академічної преси привітальний вірш російською та німецькою мовами, який досі зберігається в музеї «кунст-камера» Російської Академії Наук.
1 січня 1736 року отримав посаду маршалка надвірного литовського.
Помер 16 серпня 1738 року. Усі маєтності успадкувала вдова Марцибела. 22 лютого 1740 року був похований у єзуїтському костелі в Мінську.

## Сім'я
1727 року одружився з Марцибелою з Огінських, донькою Віленського воєводи Казимира Домініка Огінського. Дітей не мали.